# You're Still the One
"You're Still the One" là một bài hát của nghệ sĩ thu âm người Canada Shania Twain nằm trong album phòng thu thứ ba của cô, Come On Over (1997). Nó được phát hành như là đĩa đơn thứ ba trích từ album vào ngày 27 tháng 1 năm 1998 ở Hoa Kỳ và ở Vương quốc Anh vào ngày 16 tháng 2 năm 1998 bởi Mercury Nashville Records. Bài hát được đồng viết lời bởi Twain với người chồng của cô lúc bấy giờ, Robert John "Mutt" Lange, người cũng đồng thời chịu trách nhiệm sản xuất nó cũng như toàn bộ album. Đây là một bản country pop kết hợp với những yếu tố từ adult contemporary mang nội dung đề cập đến một cặp đôi hạnh phúc trong tình yêu và luôn luôn gắn kết lẫn nhau trước những sự hoài nghi và những điều không hay mọi người nói về họ, trong đó cô gái thể hiện quan điểm về mối quan hệ tồn tại bất chấp mọi thứ và tuyên bố rằng cả hai vẫn sẽ luôn yêu nhau, được xem như phản ứng của Twain trước những ý kiến cho rằng mối quan hệ giữa cô và Lange sẽ không thể vững bền.
Sau khi phát hành, "You're Still the One" nhận được những phản ứng tích cực từ các nhà phê bình âm nhạc, trong đó họ đánh giá cao nội dung lời bài hát cũng như chất giọng sâu lắng của Twain. Bài hát còn gặt hái nhiều giải thưởng và đề cử tại những lễ trao giải lớn, bao gồm bốn đề cử giải Grammy cho Thu âm của năm, Bài hát của năm, Bài hát Đồng quê xuất sắc nhất và Trình diễn giọng Đồng quê nữ xuất sắc nhất tại lễ trao giải thường niên lần thứ 41, và chiến thắng hai giải sau. "You're Still the One" cũng tiếp nhận những thành tích đáng kể về mặt thương mại, đứng đầu bảng xếp hạng ở Úc và lọt vào top 10 ở nhiều thị trường khác, bao gồm nhiều thị trường lớn như Canada, Ireland, New Zealand và Vương quốc Anh. Tại Hoa Kỳ, nó đạt vị trí thứ hai trên bảng xếp hạng Billboard Hot 100 trong chín tuần không liên tiếp, trở thành đĩa đơn có thứ hạng cao nhất của Twain tại đây cũng như là một trong những bài hát đạt vị trí thứ hai lâu nhất mà không đạt ngôi vị quán quân.
Video ca nhạc cho "You're Still the One" được đạo diễn bởi David Hogan và thực hiện dưới phông nền trắng đen, trong đó bao gồm những cảnh Twain hát trên một bãi biển vào ban đêm và có sự tham gia diễn xuất từ John Devoe. Nó đã nhận được một đề cử tại giải Video âm nhạc của MTV năm 1998 cho Video xuất sắc nhất của nữ ca sĩ. Để quảng bá bài hát, nữ ca sĩ đã trình diễn nó trên nhiều chương trình truyền hình và lễ trao giải lớn, bao gồm Late Show with David Letterman, Top of the Pops, VH1 Divas Live và giải Juno năm 1998, cũng như trong nhiều chuyến lưu diễn của cô. Được ghi nhận là bài hát trứ danh trong sự nghiệp của Twain, "You're Still the One" đã được hát lại và sử dụng làm nhạc mẫu bởi nhiều nghệ sĩ, như Prince, Lady Antebellum, Harry Styles và Kacey Musgraves. Năm 2014, một phiên bản kết hợp giữa tiếng Anh và tiếng Bồ Đào Nha của bài hát đã được phát hành, với sự tham gia góp giọng từ ca sĩ người Brazil Paula Fernandes.

## Danh sách bài hát
| Đĩa CD #1 tại châu Âu 1. "You're Still The One" (bản đĩa đơn) - 3:19 2. "You're Still The One" (Soul Solution Dance phối) - 4:03 3. "You're Still The One" (video ca nhạc) - 3:19 4. "That Don't Impress Me Much" (video ca nhạc) - 3:38 Đĩa CD #2 tại châu Âu 1. "You're Still The One" (bản đĩa đơn) - 3:19 2. "(If You're Not in it For Love) I'm Outta Here!" (Mutt Lange phối) - 4:21 | Đĩa CD tại Anh quốc 1. "You're Still The One" (bản đĩa đơn) - 3:19 2. "(If You're Not in it For Love) I'm Outta Here!" (Mutt Lange phối) - 4:21 3. "You Win My Love" (Mutt Lange phối) - 3:54 4. "You're Still The One" (bản album) - 3:34 |

## Xếp hạng
| Bảng xếp hạng (1998–2001)             | Vị trí cao nhất |
| ------------------------------------- | --------------- |
| Úc (ARIA)                             | 1               |
| Bỉ (Ultratop 50 Flanders)             | 16              |
| Canada (RPM)                          | 7               |
| Canada Adult Contemporary (RPM)       | 1               |
| Canada Country (RPM)                  | 1               |
| Châu Âu (European Hot 100 Singles)    | 25              |
| Pháp (SNEP)                           | 51              |
| Đức (Official German Charts)          | 68              |
| Ireland (IRMA)                        | 3               |
| Hà Lan (Dutch Top 40)                 | 10              |
| Hà Lan (Single Top 100)               | 10              |
| New Zealand (Recorded Music NZ)       | 9               |
| Scotland (OCC)                        | 14              |
| Tây Ban Nha (Radio Top 40)            | 24              |
| Thụy Sĩ (Schweizer Hitparade)         | 26              |
| Anh Quốc (OCC)                        | 10              |
| Hoa Kỳ Billboard Hot 100              | 2               |
| Hoa Kỳ Adult Contemporary (Billboard) | 1               |
| Hoa Kỳ Adult Pop Airplay (Billboard)  | 6               |
| Hoa Kỳ Hot Country Songs (Billboard)  | 1               |
| Hoa Kỳ Pop Airplay (Billboard)        | 3               |
| Hoa Kỳ Rhythmic (Billboard)           | 20              |

| Bảng xếp hạng (1998)                 | Vị trí |
| ------------------------------------ | ------ |
| Australia (ARIA)                     | 8      |
| Belgium (Ultratop 50 Flanders)       | 79     |
| Canada Adult Contemporary (RPM)      | 10     |
| Canada Country (RPM)                 | 9      |
| Netherlands (Dutch Top 40)           | 12     |
| Netherlands (Single Top 100)         | 30     |
| UK Singles (Official Charts Company) | 111    |
| US Billboard Hot 100                 | 3      |
| US Adult Contemporary (Billboard)    | 2      |
| US Adult Top 40 (Billboard)          | 19     |
| US Hot Country Songs (Billboard)     | 24     |
| Bảng xếp hạng (1999)                 | Vị trí |
| US Adult Contemporary (Billboard)    | 13     |

| Bảng xếp hạng (1990-99)    | Vị trí |
| -------------------------- | ------ |
| Netherlands (Dutch Top 40) | 97     |
| US Billboard Hot 100       | 34     |

| Bảng xếp hạng                | Vị trí |
| ---------------------------- | ------ |
| US Billboard Hot 100         | 85     |
| US Billboard Hot 100 (Women) | 27     |

## Chứng nhận
| Quốc gia                                                                                              | Chứng nhận  | Số đơn vị/doanh số chứng nhận |
| --- | ----------- | ----------------------------- |
| Úc (ARIA)                                                                                             | Bạch kim    | 70.000^                       |
| Anh Quốc (BPI)                                                                                        | Vàng        | 401,000                       |
| Hoa Kỳ (RIAA)                                                                                         | 2× Bạch kim | 2.000.000^                    |
| ^ Chứng nhận dựa theo doanh số nhập hàng. ‡ Chứng nhận dựa theo doanh số tiêu thụ và phát trực tuyến. |             |                               |